# In-Process-Charging
In-Process-Charging, auch als Laden-im-Prozess bezeichnet, also ein Laden, das einem laufenden Prozess unterlagert ist, sprich: das Laden während des Voranschreitens von Arbeitsabläufen, ist eine Art der kontaktlosen Energieübertragung, die das automatisierte, zwischendurch stattfindende Laden der Lithium-Ionen-Batterien von fahrerlosen Transportfahrzeugen (FTS/AGV) realisieren lässt. Durch das Laden-im-Prozess wird es möglich, dass die Energielevel der Fahrzeuge auf einem überwiegend höheren Niveau gehalten werden. Mit diesem Verfahren entfällt die Notwendigkeit, die Batterien manuell zu wechseln. Dadurch werden die Arbeitsabläufe optimiert und die Stillstandszeiten der Fahrzeuge reduziert.
Anfang 2020 stellte das Unternehmen Wiferion das weltweit erste kontaktlose Schnellladesystem vor, das Zwischenladungen mit hohen Strömen ermöglicht.

## Prinzip
Die In-Process-Charging-Technologie nutzt das Prinzip der elektromagnetischen Induktion. Das System besteht üblicherweise aus einer stationären Einheit und einer mobilen Empfangselektronik, wobei die stationäre Spule entweder an der Wand oder auf dem Boden angebracht und die mobile Elektronik in das E-Fahrzeug eingebaut wird. Fährt ein AGV an den Ladepunkt, beginnt der Zwischenladeprozess vollautomatisch und ohne menschliches Zutun. Selbst bei sehr kurzen Haltezeiten wird das „In-Process-Charging“ in weniger als einer Sekunde aktiv, dabei wird die volle Ladeleistung sofort erreicht. Die Folge: Die Flottenverfügbarkeiten erhöhen sich um bis zu 30 %, da die Stillstandszeiten aufgrund von Ladepausen entfallen.
Für gute technische Lösungen wird stillschweigend vorausgesetzt, dass eine Lithium-Ionen-Batteriechemie zum Einsatz gebracht wird, die sich für hohe Ladeströme eignet, um Batteriedegradation in Grenzen zu halten, insbesondere das Zerbröseln von Elektroden zu vermeiden.